# Irfan Yadwad
Irfan Yadwad (Goa, 19 giugno 2001) è un calciatore indiano, attaccante del Chennaiyin.

## Carriera

### Club
Ha giocato nella prima divisione indiana.

### Nazionale
Nel 2024 ha esordito nella nazionale indiana.

## Statistiche

### Presenze e reti nei club
| Stagione        | Club            | Campionato      | Campionato | Campionato | Coppe nazionali | Coppe nazionali | Coppe nazionali | Coppe continentali | Coppe continentali | Coppe continentali | Supercoppe | Supercoppe | Supercoppe | Totale | Totale |
| Stagione        | Club            | Comp            | Pres       | Reti       | Comp            | Pres            | Reti            | Comp               | Pres               | Reti               | Comp       | Pres       | Reti       | Pres   | Reti   |
| --------------- | --------------- | --------------- | ---------- | ---------- | --------------- | --------------- | --------------- | ------------------ | ------------------ | ------------------ | ---------- | ---------- | ---------- | ------ | ------ |
| 2023-2024       | Chennaiyin B    | RFDL            | 2          | 0          | -               | -               | -               | -                  | -                  | -                  | -          | -          | -          | 2      | 0      |
| 2024-2025       | Chennaiyin      | ISL             | 24         | 5          | SC              | 1               | 0               | -                  | -                  | -                  | DC+BT      | 3+3        | 0+1        | 31     | 6      |
| Totale carriera | Totale carriera | Totale carriera | 26         | 5          |                 | 1               | 0               |                    | -                  | -                  |            | 6          | 1          | 33     | 6      |

### Cronologia presenze e reti in nazionale
| Cronologia completa delle presenze e delle reti in nazionale ― India | Cronologia completa delle presenze e delle reti in nazionale ― India | Cronologia completa delle presenze e delle reti in nazionale ― India | Cronologia completa delle presenze e delle reti in nazionale ― India | Cronologia completa delle presenze e delle reti in nazionale ― India | Cronologia completa delle presenze e delle reti in nazionale ― India | Cronologia completa delle presenze e delle reti in nazionale ― India | Cronologia completa delle presenze e delle reti in nazionale ― India |
| Data                                                                 | Città                                                                | In casa                                                              | Risultato                                                            | Ospiti                                                               | Competizione                                                         | Reti                                                                 | Note                                                                 |
| -------------------------------------------------------------------- | -------------------------------------------------------------------- | -------------------------------------------------------------------- | -------------------------------------------------------------------- | -------------------------------------------------------------------- | -------------------------------------------------------------------- | -------------------------------------------------------------------- | -------------------------------------------------------------------- |
| 18-11-2024                                                           | Hyderabad                                                            | India                                                                | 1 – 1                                                                | Malaysia                                                             | Amichevole                                                           | -                                                                    | 79’                                                                  |
| 19-3-2025                                                            | Shillong                                                             | India                                                                | 3 – 0                                                                | Maldive                                                              | Amichevole                                                           | -                                                                    | 83’ 90+3’                                                            |
| 25-3-2025                                                            | Calcutta                                                             | India                                                                | 0 – 0                                                                | Bangladesh                                                           | Qual. Coppa d'Asia 2027                                              | -                                                                    | 85’                                                                  |
| Totale                                                               |                                                                      | Presenze                                                             | 3                                                                    |                                                                      | Reti                                                                 | 0                                                                    |                                                                      |

## Palmarès

### Club

#### Competizioni regionali
- Goa Police Cup: 1

Panjim Footballers: 2021
- Stafford Challenge Cup: 1

Bengaluru United: 2023

### Individuale
- Capocannoniere della I-League 2nd Division: 1

2022-2023 (12 reti)